# Thiên cực

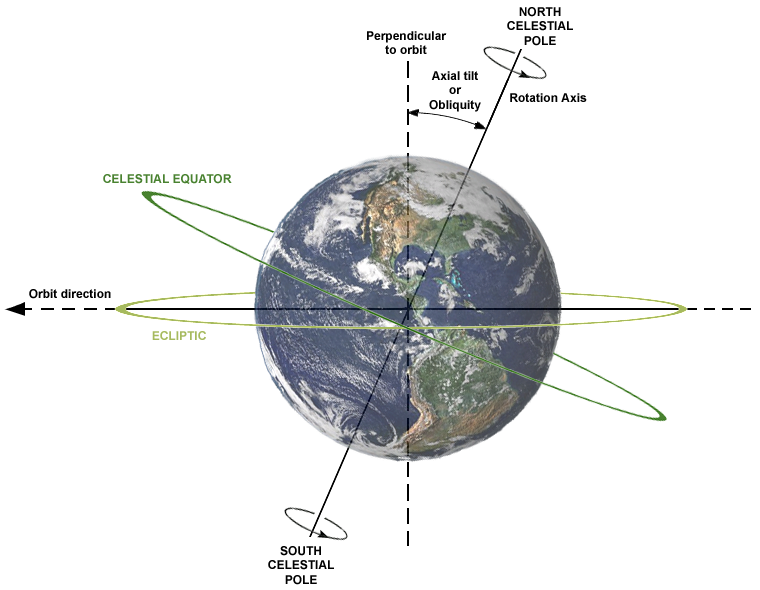
Thiên cực Bắc, thiên cực Nam và mối tương quan với trục quay, mặt phẳng quỹ đạo và độ nghiêng trục quay.

Thiên cực, bao gồm thiên cực Bắc và thiên cực Nam, là 2 vị trí tưởng tượng trên bầu trời là giao điểm của trục quay Trái Đất (nếu kéo dài mãi mãi) với thiên cầu. Nếu quan sát tại cực Bắc và cực Nam của Trái Đất, 2 thiên cực sẽ luôn nằm hướng thẳng đầu người quan sát. Vì Trái Đất tự quay quanh trục, ta sẽ quan sát thấy mọi điểm trên bầu trời đều quay quanh các thiên cực và hoàn thành 1 vòng mỗi ngày (chính xác hơn là mỗi ngày theo thời gian thiên văn).
Các thiên cực cũng là các cực của hệ tọa độ xích đạo, đồng nghĩa với việc xích vĩ độ của thiên cực Bắc là +90 và thiên cực Nam là -90). Mặc dù có vị trí cố định khi quan sát, các thiên cực về lâu dài không giữ vị trí cố định so với các ngôi sao. Do hiện tượng tiến động phân điểm, các thiên cực sẽ di chuyển theo đường tròn trên thiên cầu với chu kì khoảng 25700 năm. Vì trục quay của Trái Đất cũng chịu ảnh hưởng của những chuyển động phức tạp khác nên các thiên cực cũng bị dịch chuyển đôi chút khỏi vị trí sau các vòng quay có độ dài khác nhau ( xem Chương động, Chuyển động cực, Độ nghiêng trục quay ). Và cuối cùng, vị trí các ngôi sao cũng tự thay đổi sau 1 khoảng thời gian dài bởi chuyển động riêng của chúng.
Với các hành tinh ngoài Trái Đất, khái niệm thiên cực vẫn tương tự: các thiên cực của một hành tinh là các giao điểm của trục quay hành tinh với thiên cầu của hành tinh đó. Vì trục quay của các hành tinh có hướng khác nhau nên giữa các điểm này cũng có sự khác biệt. Vị trí quan sát được của các ngôi sao cũng thay đổi đôi chút bởi các hiệu ứng thị sai .

## Xác định thiên cực Bắc
Xem thêm: sao cực,  trực hóa cực.
Hiện tại, thiên cực Bắc cách ngôi sao Polaris (tên La-tinh stella polaris, nghĩa là "sao cực") khoảng 1 độ. Vì thế, Polaris, thường gọi là ngôi sao Phương bắc, được sử dụng phổ biến trong việc định hướng ở Bắc Bán cầu. Polaris nằm ở ngay trên điểm phía bắc của chân trời và có góc độ cao luôn gần bằng với vĩ độ địa lý của người quan sát. Nói cách khác, hầu hết các vị trí ở Bắc bán cầu đều có thể quan sát được nó, còn ở Nam bán cầu thì, hiển nhiên, là không.
Polaris chỉ gần thiên cực Bắc một khoảng thời gian ngắn trong chu kỳ tiến động 25 700 năm. Ngôi sao này sẽ ở vị trí gần nhất trong khoảng 1000 năm, sau đó, thiên cực Bắc sẽ ở vị trí ở gần nhất với Alrai (Gamma Cephei). Trong khoảng 5500 năm, thiên cực sẽ ở vị trí gần nhất với ngôi sao Alderamin (Alpha Cephei). Và trong 12 000 năm, Vega (Alpha Lyrae) sẽ trở thành "ngôi sao Phương bắc", dù nó sẽ cách khoảng 6 độ so với thiên cực.
Để tìm Polaris, từ một vị trí trên Bắc Bán cầu,hãy hướng về hướng về phía Bắc và tìm nhóm sao Big Dipper (còn gọi là Bắc Đẩu Thất tinh) và nhóm sao Little Dipper. Tập trung vào phần "muỗng" của Big Dipper, nối 1 đường thẳng từ 2 ngôi sao cạnh nhau ở rìa cái muỗng. Đường thẳng này chỉ về phần xa nhất của cái tay cầm của Little Dipper. Vị trí đó chính là Polaris, ngôi sao Phương bắc.

## Xác định thiên cực Nam
Thiên cực Nam chỉ có thể quan sát được từ Nam Bán cầu. Nó nằm trong chòm sao mờ Octans. Sigma Octantis được nhận dạng là ngôi sao Phương nam với vị trí cách thiên cực Nam khoảng 1 độ nhưng lại gần như không quan sát được cả ở những đêm trời trong vì độ sáng chỉ đạt 5.5.

### Cách thứ nhất: Nam Thập Tự
Thiên cực Nam có thể xác định được từ chòm Nam Thập Tự (Crux) và 2 ngôi sao "chỉ hướng" của nó là α Centauri và β Centauri. Nối 1 đường thẳng tưởng tượng từ  γ Crucis đến
- 2 ngôi sao ở 2 đầu của trục dài của chữ thập - và kéo dài đường thẳng này. Đầu tiên, kéo dài trục dài chữ thập hướng xuống phía dưới khoảng 4,5 lần và. Sau đó, nối 2 ngôi sao "chỉ hướng", tìm trung điểm đoạn thẳng này và kẻ một đường vuông góc. Giao điểm của đường vuông góc này và đường trục dài chữ thập sẽ cách thiên cực Nam khoảng 5 tới 6 độ. Có rất ít ngôi sao sáng quan trọng nằm giữa Crux và thiên cực, mặc dù chòm Musca có thể dễ dàng quan sát được nằm ngay dưới Crux.

### Cách thứ hai: Canopus và Achernar
Cách thứ hai sử dụng Canopus ( ngôi sao sáng thứ hai trên bầu trời đêm) và Achernar. Dùng 2 ngôi sao này làm 2 đỉnh, vẽ một tam giác đều, đỉnh còn lại sẽ là thiên cực Nam. Nếu sao Canopus chưa mọc, có thể dùng sao Alpha Pavonis làm đỉnh thứ 2 cùng Achernar tìm đỉnh còn lại là thiên cực.

### Cách thứ ba: Các đám mây Magellan
Cách thứ ba hiệu quả nhất cho những đêm trời trong và không có mặt trăng nhờ dùng 2 "đám mây" mờ trên bầu trời Nam Bán cầu. Chúng được đặt tên trong các sách thiên văn là Đám mây Magellan Lớn và Đám mây Magellan Nhỏ. Các "đám mây" này thực chất là các thiên hà lùn gần Dải Ngân Hà. Vẽ một tam giác đều, đỉnh thứ ba còn lại chính là thiên cực Nam.

### Cách thứ tư: Sirius và Canopus
Nối Sirius, ngôi sao sáng nhất bầu trời đêm, với Canopus, ngôi sao sáng thứ hai và kéo dài 1 đoạn bằng đoạn thẳng vừa nối, ta sẽ có điểm thứ ba nằm cách thiên cực Nam khoảng 2 độ. Nói cách khác, Canopus chính là trung điểm của đoạn thẳng nối Sirius với điểm gần thiên cực.